# Realme
Realme (кит. 真我, пиньинь Zhēn wǒ, палл. Чжэнь во) — китайская компания, основанная Скай Ли в 2018 году.

## История
Первые упоминания о Realme относятся к 2010 году, когда компания OPPO Electronics представила новую линейку смартфонов OPPO Real. Тогда Realme был известен как OPPO Real.
30 июля 2018 года бывший вице-президент Oppo Скай Ли объявил о своём официальном уходе из Oppo и намерении создать Realme как независимый бренд на китайском веб-сайте микроблогов Sina Weibo.
В итоге после разделения в 2018 году Realme стал самостоятельным брендом, принадлежащим материнской компании BBK Electronics.
Хотя ещё в мае 2018 года Realme был запущен компанией в качестве суббренда, предназначенного для развивающихся стран, и в первую очередь индийского рынка, уже в июле 2018 года смартфоны Realme стали производиться без упоминания OPPO на корпусе устройств.
Согласно отчёту международного аналитического агентства Counterpoint Research, в третьем квартале 2019 года объём мировых поставок Realme составил 10 млн штук, что на более чем 800 % больше по сравнению с аналогичным периодом прошлого года. Компания расположилась на 7 месте среди ведущих производителей мобильных телефонов в мире.
В 2021 году бренд Realme стал самым быстрорастущим в мире, достигнув 100 млн продаж быстрее всех брендов в истории мирового рынка смартфонов.
В четвёртом квартале 2021 года, по данным Counterpoint Research, Realme стала самым быстрорастущим брендом в сегменте 5G смартфонов. Прирост составил 165 % по сравнению с 2020 годом.

## Деятельность
8 мая 2018 года компания вышла на индийский рынок и выпустила свой первый смартфон под названием Realme 1, который изначально продавался только онлайн на Amazon India. В первые 30 дней объём продаж смартфона на электронной площадке Amazon India достиг более 400 000 единиц.
В свою первую годовщину компания объявила о выходе на рынок материкового Китая и Тайваня.
К июлю 2019 года Realme нарастила своё присутствие в более чем 20 странах, включая Китай, Индию, Индонезию, Таиланд, Малайзию, Сингапур, Филиппины, Вьетнам, Пакистан, Непал, Бангладеш, Объединённые Арабские Эмираты, Египет, Великобританию, Францию, Италию, Испанию, Россию, Японию. В октябре 2019 года начались продажи в Австралии. В марте 2020 года бренд Realme был представлен на украинском, белорусском и казахстанском рынках.
По данным из открытых источников по итогам 2020 года компания вышла на 61 рынок и вошла в пятёрку самых успешных производителей смартфонов в 13 странах мира, включая Россию. В третьем квартале 2020 года был зафиксирован рекордно высокий уровень поставок, который составил 14,8 миллиона смартфонов. По сравнению с предыдущим кварталом рост составил 132 %. В этом же году в России продажи смартфонов компании выросли на 1179 %. В Индии компания смогла добиться ежеквартального роста в 302 %, что позволило бренду занять 4-е место. Realme также вошла в пятёрку самых продаваемых брендов смартфонов в Австралии, Сингапуре, Индонезии, Вьетнаме и других странах. Realme установила рекорд, опередив Samsung, Xiaomi, Vivo, Apple, Huawei по скорости, с которой она добилась такого результата.
По состоянию на октябрь 2021 года доля Realme на индийском рынке смартфонов составляет 18 %, а в Индонезии 12,6 %. По данным Counterpoint, в четвёртом квартале 2021 года Realme стала брендом смартфонов № 2 в Индии.

## Критика
3 февраля 2023 года, учёные Корнеллского университета из Великобритании и Ирландии опубликовали исследование, согласно которому в смартфоны Realme (наряду с Xiaomi и OnePlus), купленные в Китае, встроены функции слежки за пользователями, отправляющие данные на ресурсы производителей и их партнёров (Baidu и операторы связи) даже если пользователи отказались от аналитики и персонализации. Отправка данных, в которые входят идентификаторы устройств (IMEI и MAC-адрес), местоположение (координаты GPS и идентификаторы соты), профили пользователей (номер телефона, статистика использования приложений и их телеметрия) и социальные связи (журналы звонков и сообщений, списки контактов), происходит даже при отсутствии SIM-карты.